# David Aebischer
David Aebischer (Genève, 7 februari 1978) is een Zwitsers ijshockeyer.

## Biografie
Aebischer kwam uit voor de Hockey Club Lugano. De keeper speelde eerder in de National Hockey League voor Colorado Avalanche, Montreal Canadiens en Phoenix Coyotes. Hij nam tweemaal deel aan de Olympische Spelen, maar won hierbij geen medailles.
- Gemeinsame Normdatei: 123500303
- International Standard Name Identifier: 0000 0000 7373 2991
- Système universitaire de documentation: 244082243
- Virtual International Authority File: 25511944
- WorldCat: E39PBJxMhPRfxp8c9Thr4mfyVC